# 알베르토 그라나도

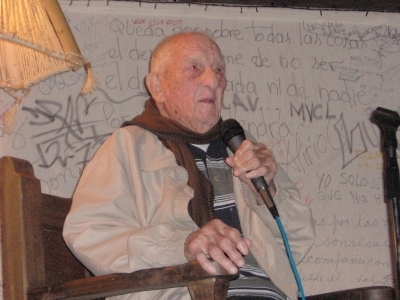
알베르토 그라나도

알베르토 그라나도(Alberto Granado, 1922년 8월 8일 ~ 2011년 3월 5일)는 아르헨티나 출신으로 주로 쿠바에서 활약한 생화학자, 의사, 작가이다. 체 게바라와 남미 일주 여행을 함께 한 친구이며, 쿠바에 위치한 산티아고 의학 학교 (Santiago School of Medicine)의 창시자이다. 저서 중 하나인 《Con el Che por Sudamerica》는 2004년 영화 《모터싸이클 다이어리》의 제작에서도 참조되어, 영화에서 그라나도 역을 로드리고 데 라 세르나가 연기하였다. 그라나도 본인도 영화의 엔딩에 짧게 등장한다.